# 天主教邁因蒂拉努教區
天主教邁因蒂拉努教區（拉丁語：Dioecesis Maintiranensis）是馬達加斯加一個羅馬天主教教區，屬安塔那那利佛總教區。2017年2月8日升為教區。
教區位於梅拉基區。2017年有教友31,205人（佔轄區總人口11.8%）、六個堂區、十六名司鐸。現任教區主教為古斯塔沃·邦賓-埃斯皮諾。